# کوترماهی استرالیایی
کوترماهی استرالیایی (نام علمی: Sphyraena novaehollandiae) نام یک گونه از سرده کوترماهیان است.